# Sideritis taurica
Sideritis taurica là một loài thực vật có hoa trong họ Hoa môi. Loài này được Steph. ex Willd. miêu tả khoa học đầu tiên năm 1800.